# Rissa tridactyla
La gaviota tridáctila (Rissa tridactyla) es una especie de ave caradriforme de la familia Laridae, perteneciente al género Rissa, que contiene solo dos especies. Debe su nombre a la característica del género de tener el dedo trasero atrofiado, presentando solo tres dedos en cada pata los individuos de la subespecie atlántica. Es una gaviota de tamaño medio con patas cortas y cola mellada, que vive en mar abierto la mayor parte del año, y va al litoral para criar en acantilados y en las paredes de las cuevas. Se alimenta principalmente de pequeños crustáceos y peces.

## Descripción y diferenciación

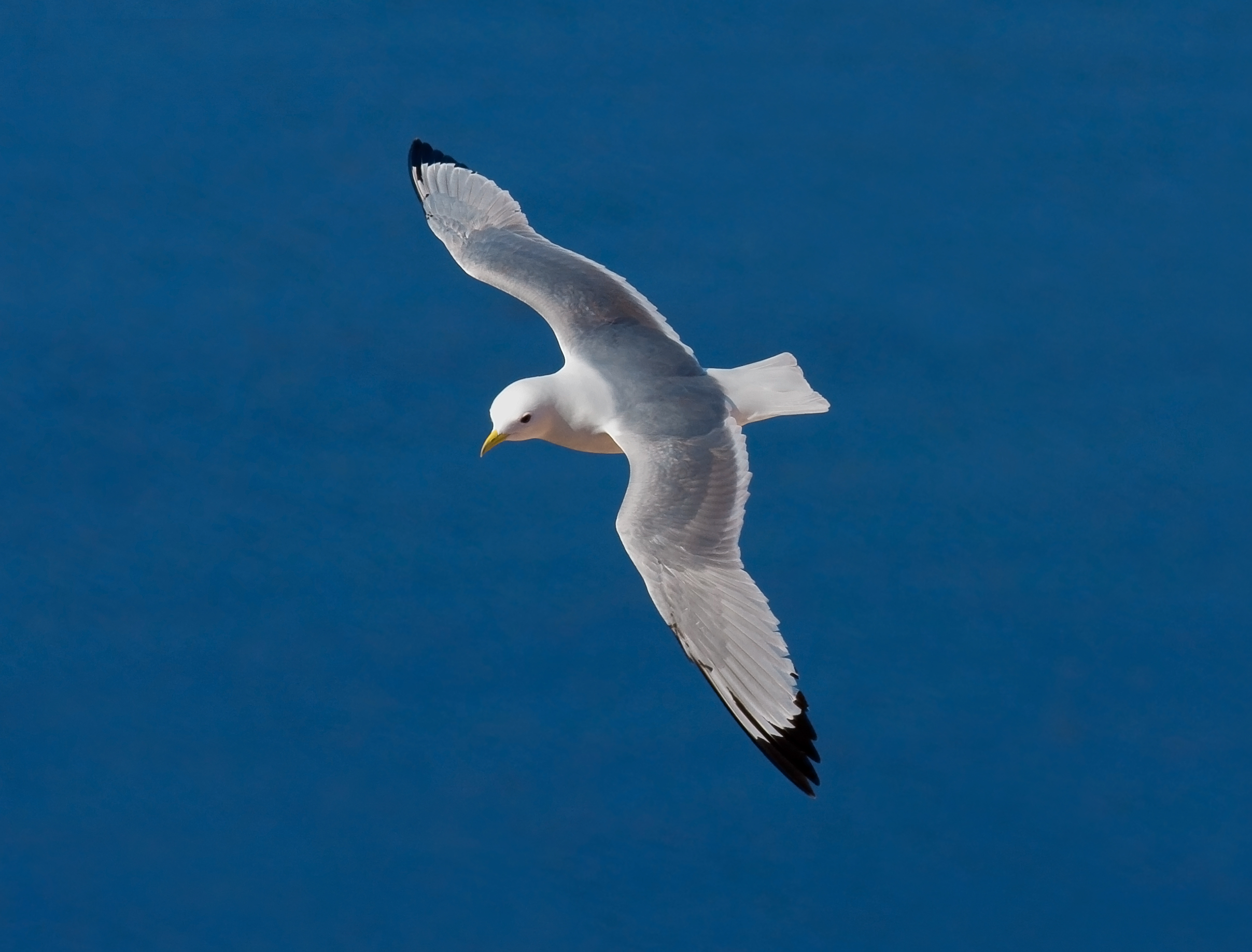
Gaviota tridáctila volando.

Son gaviotas de tamaño medio, rechonchas y de patas cortas. La especie es físicamente muy similar a su congénere la gaviota piquicorta (Rissa brevirostris). Ambas tienen el pico amarillo sin manchas, la cabeza y el cuerpo blanco, la espalda y parte superior de las alas grises y las puntas de las alas completamente negras. Las gaviotas tridáctilas adultas son un poco más grandes que las piquicortas, alrededor de 40 cm de largo con una envergadura alar de 90-100 cm. La gaviota tridáctila tiene el pico más largo, los ojos más pequeños y con el gris de las alas bastante más claro que la piquicorta. El color de las patas no es una forma fiable de diferenciación porque aunque la mayoría de las gaviotas tridáctilas tienen las patas de color gris oscuro algunas las tienen de color rosáceo y hasta rojas como las piquicortas. Los sexos son indistinguibles visualmente.
Se diferencian dos subespecies:
- Rissa tridactyla tridactyla la forma del océano Atlántico que presenta la característica única entre las gaviotas de tener el pulgar práctica o totalmente ausente.
- Rissa tridactyla pollicaris la forma del océano Pacífico que como su nombre indica (pollex es pulgar en latín) presenta un pequeño dedo trasero vestigial.

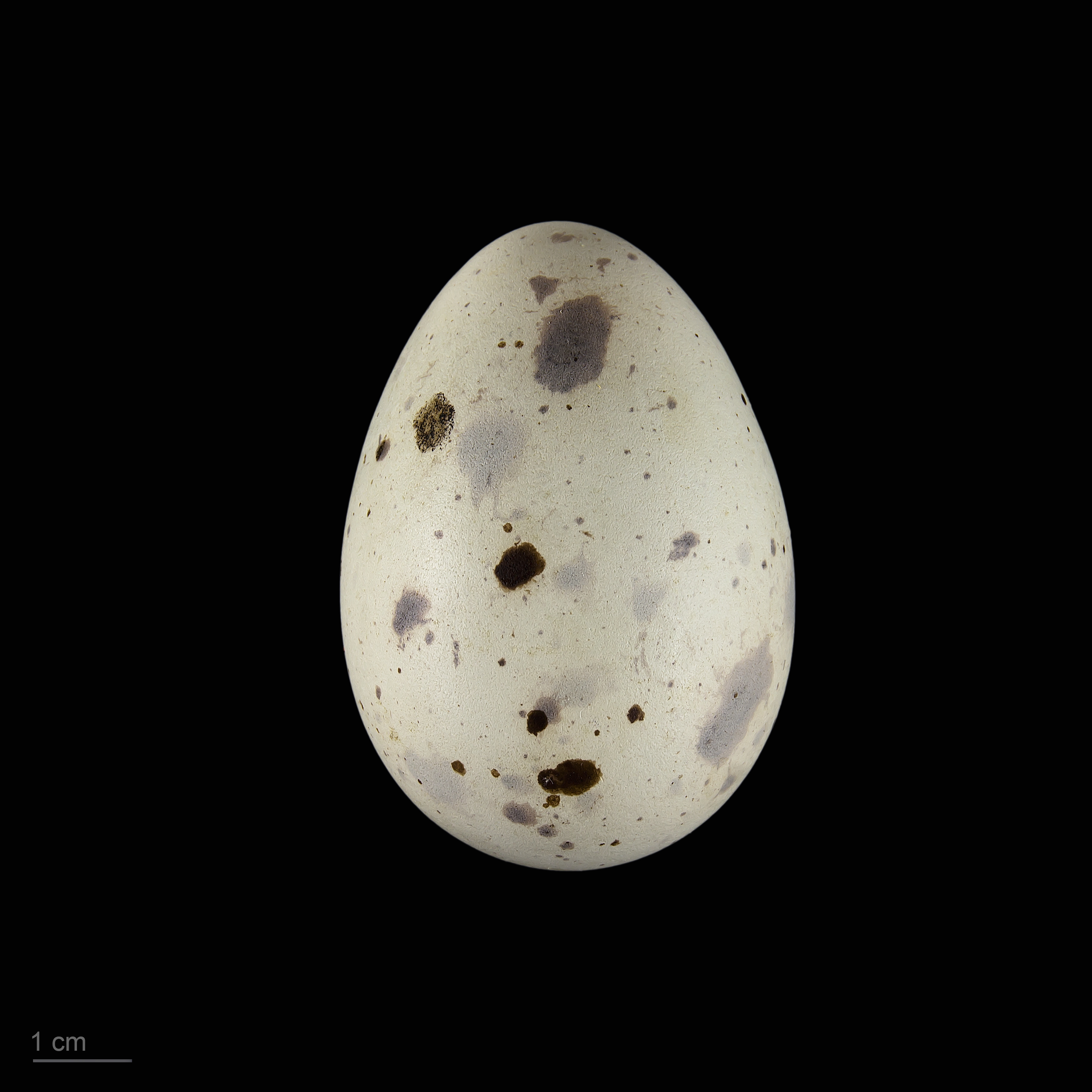
Rissa tridactyla - MHNT

## Hábitat y distribución

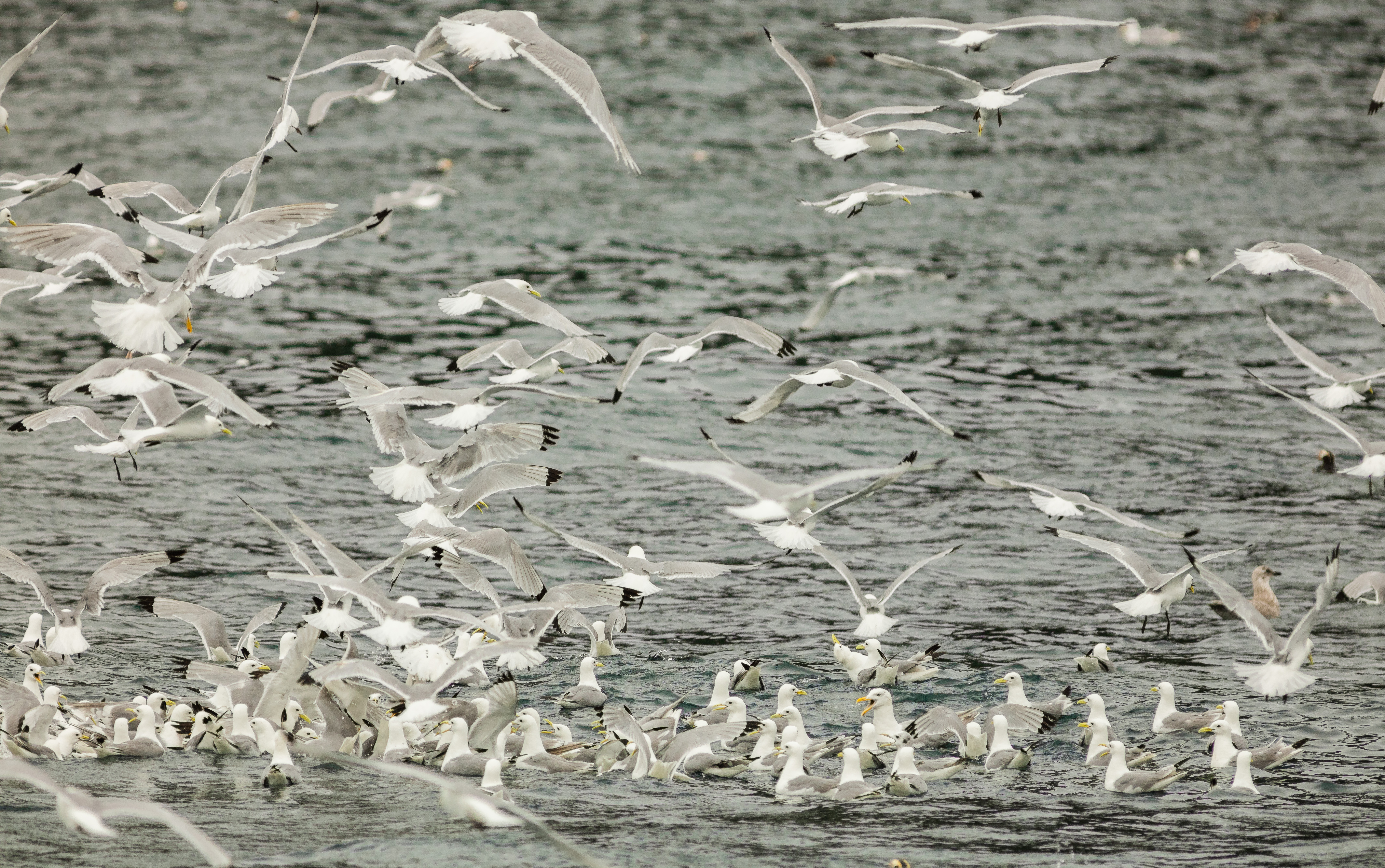
Grupo de gaviotas tridáctilas, Bahía de la Resurrección, Seward, Alaska, (Estados Unidos).

Se distribuyen por todos océanos del hemisferio norte siendo una de las especies de aves marinas más numerosas. Las gaviotas tridáctilas son aves de alta mar que solo suelen acercarse a la costa para anidar. 
Crían en colonias que se extienden por el Pacífico desde las islas Kuriles, a lo largo de la costa del mar de Ojotsk, el mar de Bering, las islas Aleutianas, al sureste de Alaska, y en el Atlántico desde las costas norteamericanas, pasando por Groenlandia hasta las costas europeas llegando al sur a la península ibérica y al norte a las islas del Ártico. En verano, durante su época de cría, son muy gregarias formando colonias muy grandes, densas y ruidosas a menudo compartiendo espacio con los araos. Junto a sus congéneres las gaviotas piquicortas son las únicas especies de gaviotas que anidan exclusivamente sobre acantilados y rocas. En invierno su área de distribución se extiende más al sur y al interior de los mares.

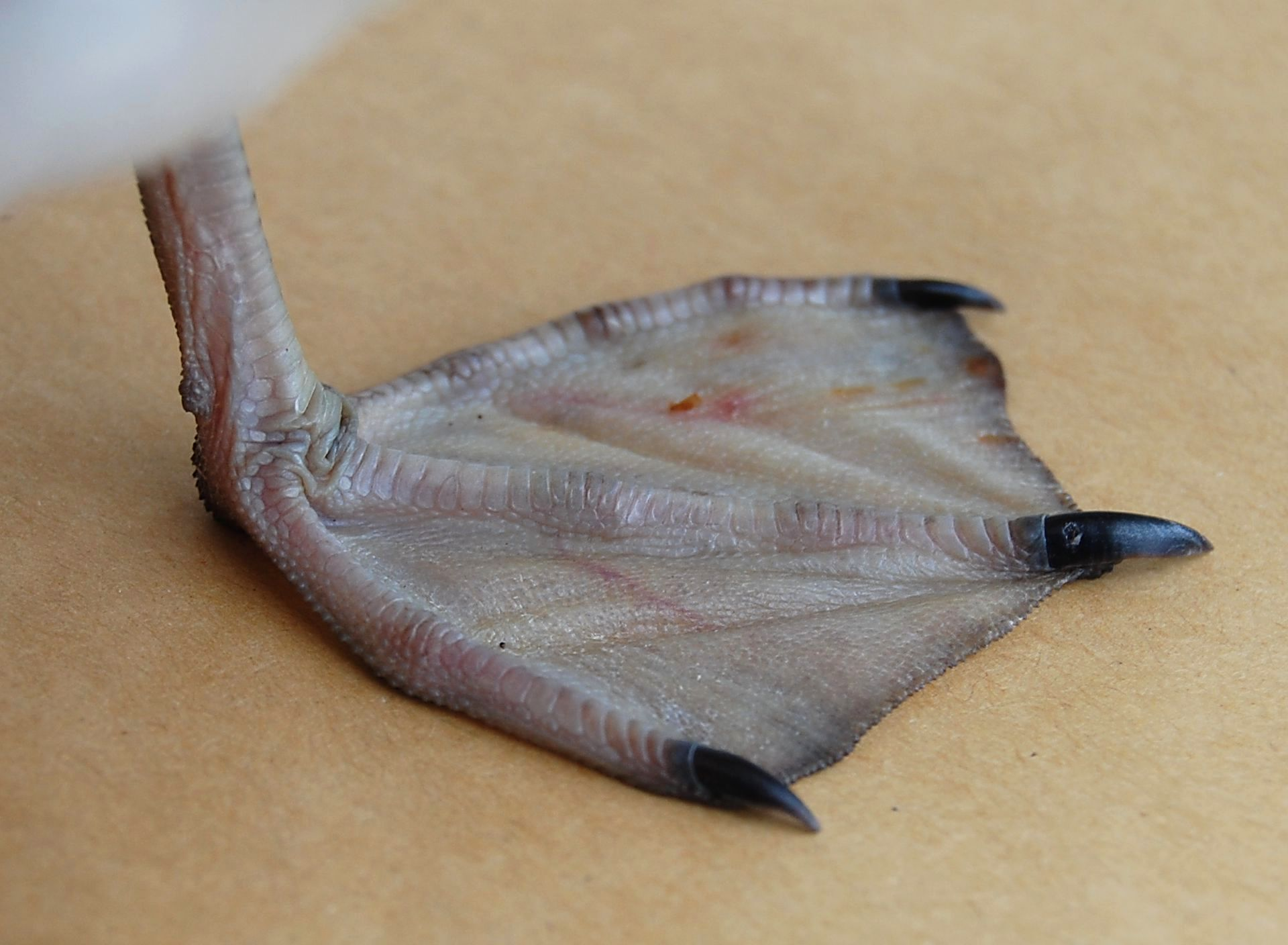
Detalle de la pata de R. tridactyla.

## Reproducción
Son estrictamente monógamas. Crían entre mayo y julio en grandes colonias en los acantilados. Son capaces de utilizar los acantilados más escarpados. Ponen de uno a tres huevos, de unos 6 cm de longitud, de color ocre y con pintas. Hacen el nido con tierra. El macho y la hembra empollan los huevos entre plumón y algas de veinticuatro a treinta días. A diferencia de las otras gaviotas que tienen pollos moteados, los de las gaviotas de tridáctilas tienen plumaje blanquecino y esponjoso, porque tienen menor necesidad de camuflarse por estar menos expuestos a los depredadores al estar situados en acantilados poco accesibles. Otra diferencia con los pollos de la mayoría de las gaviotas que son seminidífugos es que los pollos de esta especie permanecen instintivamente quietos y sentados en el nido para evitar despeñarse. Son aptos para el vuelo a las cinco semanas. Solo veinticuatro de cada cien jóvenes llegan a los tres años, cuando se alcanza la madurez sexual. Estos en invierno tienen una franja gris oscura en la parte posterior de cuello y una negra en la punta de la cola, además de la mancha difusa detrás de los ojos que les sale a los adultos.